# 574
Évszázadok: 5. század – 6. század – 7. század
Évtizedek: 520-as évek – 530-as évek – 540-es évek – 550-es évek – 560-as évek – 570-es évek – 580-as évek – 590-es évek – 600-as évek – 610-es évek – 620-as évek
Évek: 569 – 570 – 571 – 572 –  573 – 574 – 575 – 576 – 577 – 578 – 579

## Események

### Bizánci Birodalom
- Decemberben az elmebetegséggel küzdő II. Iusztinosz császár felesége, Szophia nyomására fiává fogadja és trónörökössé nevezi ki Tiberius Constantinust, aki innentől fogva átveszi a birodalom kormányzását.
- Meghal III. Iohannes pápa. Utódjává I. Benedictust választják, de a megválasztását megerősítő császári pátens a longobárd háború miatt csak nagyon lassan, a következő év nyarán érkezik meg Konstantinápolyból, így a pápai trón addig formálisan üres marad.

### Európa
- Cleph longobárd királyt kíséretének egyik tagja személyes bosszúból meggyilkolja. A törzsfők nem választanak új uralkodót, az addig sem túl egységes longobárd állam harmincnál több kisebb nagyobb "hercegségre" esik szét. Az addigi főváros, Pavia ura Zaban, Bergamóé Wallari, Bresciáé Alachis, Trentóé Ewin.
- Liuvigild vizigót király elfoglalja és elpusztítja az ellene fellázadó cantabriaiak fővárosát, Amayát (a mai spanyol Burgos tartományban).
- Meghal Conall mac Comgaill, a skóciai Dál Riata királya. Utóda Áedán mac Gabráin.

## Születések
- február 7. – Sótoku, japán politikus és buddhista vallásfilozófus, császári régens az Aszuka-korban († 622)
- Oszmán, Mohamed próféta veje, a harmadik kalifa

## Halálozások
- július 13. – III. János pápa[1]
- II. Cleph, longobárd király
- Conall mac Comgaill, Dál Riata királya

## Fordítás
- Ez a szócikk részben vagy egészben  a(z)   574 című angol Wikipédia-szócikk ezen változatának fordításán alapul.  Az eredeti cikk szerkesztőit annak laptörténete sorolja fel. Ez a jelzés csupán a megfogalmazás eredetét és a szerzői jogokat jelzi, nem szolgál a cikkben szereplő információk forrásmegjelöléseként.